# Blaue Koralle
Die Blaue Koralle (Heliopora coerulea) lebt in Korallenriffen des Indopazifik, sieht aus wie eine Steinkoralle, ist jedoch die letzte Überlebende einer Gruppe der Octocorallia, die zuerst nur fossil bekannt war. Sehr ähnliche Formen mit einem Alter von 100 Millionen Jahren sind seit der Kreide von den Küsten der Tethys aus Europa, Afrika und Indien bekannt. Sie ist eine von zwei Arten der Octocorallia, die ein massives Skelett aus Calciumcarbonat bildet. Die Blaue Koralle kommt im Indopazifik, nur in Regionen vor, die ständig eine Temperatur von 22 °C oder mehr haben.

## Merkmale
Die Kolonien können mächtige Blöcke mit plattenartigen Verzweigungen, einer Höhe von einem halben Meter und einem Durchmesser von sieben Metern bilden. Erreichen die Blöcke die Wasseroberfläche, so stirbt das trocken fallende Gewebe ab und es bilden sich Mikroatolle.
Außen sind die Kolonien von brauner Farbe, das Skelett ist aufgrund von verschiedenen Eisensalzen blau gefärbt. Die Polypen der Blauen Koralle sind klein, nur einen Millimeter groß und haben wie alle Octocorallia acht gefiederte Tentakel. Das Skelett wird nicht, wie bei anderen Octocorallia durch Sklerite gebildet, die dann miteinander verbunden werden, sondern durch Fasern aus Aragonit, die zu dünnen Plättchen verschmelzen. Die Polypen sitzen in Nischen im Skelett, sind durch Stolonen miteinander verbunden und kapseln die Nischen mit dem weiteren Skelettwachstum durch Querwände nach unten ab. Neben den Polypennischen gibt es noch kleinere, porenartige Nischen, in die das Stolonengewebe wurzelartig nach unten hineinwächst. Das lebende Gewebe bildet nur eine sehr dünne Schicht auf dem Aragonitskelett.
Die Blaue Koralle lebt in einer Symbiose mit Zooxanthellen, kleinen, einzelligen Algen aus der Gruppe der Dinoflagellaten, die die Koralle mit Nährstoffen versorgen.

## Systematik
Die Blaue Koralle wurde 1766 durch den deutschen Naturforscher Peter Simon Pallas erstbeschrieben. Er gab ihr die Bezeichnung Millepora coerulea und ordnete sie damit den Feuerkorallen zu. Später wurde ihre Einzigartigkeit erkannt und sie wurde in die bis 2018 monotypische Gattung Heliopora, in die monotypische Familie Helioporidae und in die monotypische Ordnung Helioporacea gestellt. Diese Sonderstellung verlor sie 2022 mit der Einführung der Ordnung Scleralcyonacea, da die Helioporidae nur eine von vielen Kladen innerhalb der Scleralcyonacea sind.